# Svrakava
Svrakava är ett vattendrag i Bosnien och Hercegovina.   Det ligger i entiteten Republika Srpska, i den centrala delen av landet, 130 km nordväst om huvudstaden Sarajevo.
Omgivningarna runt Svrakava är en mosaik av jordbruksmark och naturlig växtlighet. Runt Svrakava är det ganska tätbefolkat, med 67 invånare per kvadratkilometer.